# Ophionyssus scincorum
Ophionyssus scincorum  (лат.) — вид клещей семейства Macronyssidae из отряда Mesostigmata (Dermanyssoidea). Встречаются в Австралии и Океании (Южная Австралия, Новая Зеландия, остров Тасмания). Эктопаразиты ящериц.

## Описание
Мелкие клещи, длина тела менее 1 мм (длина спинного щитка самок 758 мкм, ширина 352 мкм). Спинной щиток покрыт 25 парами щетинок.
Имеют только один спинной щиток у самок (крупный головогрудной) и один у самцов. Паразитируют на ящерицах семейства Сцинковые.